# Angler Muck
Angler Muk, Anglermuk (dansk) eller Angler Muck (tysk) er en alkoholisk drik fra Angel i Sydslesvig. Drikken regnes for at være angelboers nationaldrik. 
Drikken består af rom (1/2 liter) og varmt vand eller varm te (1/2 liter). Den krydres med lidt sukker og citron og serveres i små glas. Den skal drikkes varm. Dertil kan anvendes en tevarmer (et fyrfad). Angelboernes egnsdrik fås også som Kold Muk, hvor snaps eller rom er blandet med koldt citronvand. 